# 6FDA
6FDA is de verkorte naam voor 2,2'-bis(3,4-dicarboxyfenyl)hexafluorpropaandianhydride of 4,4'-(hexafluorisopropylideen)diftaalzuurdianhydride. Deze organische fluorverbinding is het dianhydride van 4,4'-(hexafluorisopropylideen)bisftaalzuur (6FTA), een vierwaardig aromatisch carbonzuur.

## Synthese
De grondstoffen voor 6FDA zijn hexafluoraceton en orthoxyleen. Met waterstoffluoride als katalysator reageren deze tot 4,4'-(hexafluorisopropylideen)bis(o-xyleen). Dit wordt met kaliumpermanganaat geoxideerd tot het tetrazuur 6FTA. Dehydratie hiervan geeft het dianhydride 6FDA.

## Toepassingen
6FDA is een monomeer voor polyimiden. Die worden bereid door de polymerisatie van 6FDA met een aromatisch diamine zoals 3,5-diaminobenzoëzuur of 4,4'-diaminodifenylsulfide.
Dergelijke fluorhoudende polyimiden worden gebruikt in speciale toepassingen. Er worden gasdoorlatende polymeermembranen van gemaakt. Andere toepassingen bevinden zich op het terrein van de micro-elektronica en optica, zoals optische lenzen uit polymeren, OLEDs, of hoogperformante CMOS-contact image sensors (CISs).
Kenmerkend voor deze polyimiden is dat ze oplosbaar zijn in gangbare organische oplosmiddelen, zodat de productie en verwerking ervan vergemakkelijkt wordt. Ze hebben een zeer lage waterabsorptie, hetgeen ze bijzonder geschikt maakt voor speciale optische toepassingen.